# Lithacodia mabillei
Lithacodia mabillei är en fjärilsart som beskrevs av Emilio Berio 1954. Lithacodia mabillei ingår i släktet Lithacodia och familjen nattflyn. Inga underarter finns listade i Catalogue of Life.